# Gete

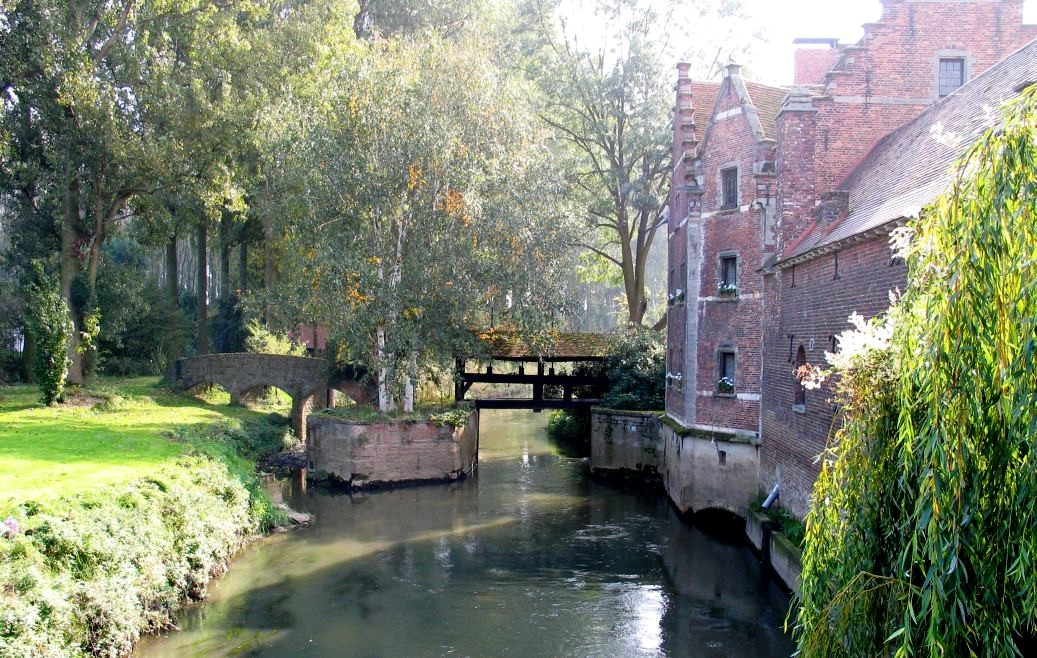
De Gete bij Halen, genomen vanaf de brug die de inzet was tijdens de Slag der Zilveren Helmen (1 oktober 2004)

De Gete (Frans: Gette of Gète; Waals: Djåçe) is een Belgische rivier met een lengte van 12,7 km.
De rivier wordt gevormd door de samenvloeiing van de Kleine Gete en de Grote Gete in Budingen. De Gete stroomt van daaruit noordwaarts en even boven Halen mondt hij uit in de Demer. De bovenloop van de Demer vanaf Halen is korter dan die van de Gete, waardoor men de Gete ook als bovenloop van de Demer zou kunnen beschouwen.

## Geschiedenis
De Gete werd in 1525 bevaarbaar tot in Tienen (zie ook Grote Gete).
In vroegere tijden scheidde de rivier het Prinsbisdom Luik van het hertogdom Brabant. In de Eerste Wereldoorlog begon aan de brug over de Gete in Halen de Slag der Zilveren Helmen. De Belgische Cavaleriedivisie kon daarmee voorkomen dat regimenten van het Duitse 2de Cavaleriekorps zouden verhinderen dat de Belgische troepen in Oost-Brabant zich nog op Antwerpen konden terugplooien.
- Virtual International Authority File: 235227840